# ظلمان (جبل)
جبل ظلمان (بفتح أوله) هو جبل متوسط الارتفاع في تهامة في ديار بني سهيم من قبيلة بلقرن شمال شرق قرية الطبقة في محافظة العرضيات في منطقة مكة المكرمة في المملكة العربية السعودية، وسُمِّيَ بهذا الاسم لضيق شعابه وكثرة أشجاره.